# Ctenomys pilarensis
Espèce
Statut de conservation UICN

 EN B1ab(i,ii,iii) : En danger
Ctenomys pilarensis est une espèce de rongeurs de la famille des Ctenomyidae. Comme les autres membres du genre Ctenomys, appelés localement des tuco-tucos, c'est un petit mammifère d'Amérique du Sud bâti pour creuser des terriers. Ce rongeur est endémique du Paraguay, où il est considéré par l'UICN comme étant en danger d'extinction.
L'espèce a été décrite pour la première fois en 1993 par le zoologiste argentin Julio Rafael Contreras.